# شهرستان شنون (میزوری)
شهرستان شنون، میزوری (به انگلیسی: Shannon County, Missouri) یک سکونتگاه مسکونی در ایالات متحده آمریکا است که در میزوری واقع شده‌است.